# Calcona
Calcona, en anglès:Chalcone, és una cetona aromàtica i una enona que forma el nucli central d'una gran varietat d'importants compostos biològics, que es coneixen col·lectivament com calcones o calconoides. La benzilideneacetofenona és el membre parental de la sèrie de calcones.
Les calcones es poden considerar un tipus de flavonoide amb un dels anells oberts.
Les calcones i els seus derivats mostren un ampli rang d'activitat biològica antiinflamatòria.